# Вукан (велики жупан)
Вукан је био српски велики жупан, који је од почетка девете деценије XI века, до почетка друге деценије XII века владао Србијом. Његова владавина је позната првенствено на основу података из дела тадашњих византијских историчара. Сматра се оснивачем династије Вукановића, чију бочну грану представљају Немањићи. Према позном Летопису попа Дукљанина, на власт га је довео краљ Константин Бодин (1081—1101), који је управу у унутрашњости Србије поверио својим великашима Вукану и Марку. Током наредних година, Бодин и Вукан врше нападе на Византију, али на крају бивају сузбијени, крајем девете деценије XI века. Вукан је потом у три наврата (1093, 1094. и 1106) предузимао велике нападе на Византију. Међутим и поред значајних успеха у тој борби (два пута је побеђивао византијске војске, продирао је до Скопља, Полога и Врања), није успео да трајно заузме те делове византијске територије. После Бодинове смрти 1101. (или 1099), умешао се у борбе око власти у Дукљи. Сматра се да је умро између 1112. и 1115. или већ 1112. године, а после њега се на власти помиње његов син Урош I.

## Владавина
Вуканово порекло није познато, а сматра се да је рођен око 1050. године. Он и његов брат Марко, били су, према писању „Летописа попа Дукљанина”, дворани зетског краља Бодина, који их је поставио за владаре у Рашкој, почетком девете деценије XI века (између 1083. и 1085. године), када је ту област припојио својој држави.

### Напади на Византију
Током наредних година, Бодин је нападао Драчку тему, а истовремено је и Вукан отпочео са нападима на византијске пограничне области. Њихови напади су сузбијени крајем 1090. или 1091. године, када је у једној бици заробљен и сам краљ Бодин, али то није довело до престанка напада. Већ после византијске победе над Печенезима у бици код Лебуниона 29.04.1091. године, помиње се, у византијским изворима, страх „да Бодин и Далмати (тј. Срби) намеравају да прекрше уговоре и крену против наше територије”. Поред страха од Бодина, помиње се и рашки жупан Вукан, пошто је византијски цар Алексије I Комнин добио податке да се он спрема на нове нападе, због чега је сматрао да границу према њему треба додатно ојачати. Током наредне године је, под његовим надзором, на граници према Србима, на тлу данашњег Косова и Метохије, подигнут већи број дрвених и камених кула, шанаца и осматрачница.
Међутим, Вукан је већ 1093. године упао у Византију, заузео делове Косова, док је Липљан заузео и спалио. Византијски цар је, на вести о његовом упаду, покренуо војску да би га сузбио и повратио град. Сам Вукан се повукао са Косова у Звечан, а цару је, у Скопље, послао гласнике са писмом. Он је навео да су локални византијски намесници кривци за његов напад, јер су „вршили разне упаде и нанели не малу штету Србији”. Алексије је прихватио његов предлог да се закључи мир, којим се потврђују пређашње границе, а који би он, додатно, гарантовао давањем талаца, тако да се вратио у Цариград, док је локалним намесницима наредио да поправе порушене објекте на граници и преузму српске таоце. Вукан је током наредних месеци стално одлагао слање талаца, што му је Алексије, у више наврата, изнова захтевао у писмима.
Пошто српски таоци нису стигли, Алексије је послао против Вукана војску, предвођену, његовим братанцем Јованом Комнином. Византијске снаге су код Липљана прешле Ситницу и подигле логор утврђен палисадом, наспрам српског утврђеног Звечана. Српски жупан је Јовану послао гласнике, преко којих му је поручио да жели мир са Византијом и да ће послати таоце, али је истовремено окупљао своје снаге за борбу. Јована је о његовим припремама известио један монах, али је он одбио да у то поверује и оптужио је монаха, да је лажов и варалица. Непосредно након тога, Вукан је у изненадном ноћном нападу уништио византијски логор. Само је мали део византијске војске успео да се спасе и повуче, са Јованом, назад у Липљан, док је већи део побијен на спавању, погинуо у борби или се удавио у Ситници. Остаци византијске војске су се из Липљана повукли ка Цариграду, а српске снаге су потом, преко Косова и Метохије, упале на север данашње Македоније, опљачкале околину Скопља, Горњи и Доњи Полог, после чега су опустошиле област око Врања и вратиле се у Рашку. Вуканов упад у Византију је приморао Алексија да се, по трећи пут, за само три године, са војском упути на границу према Србима. Он је без отпора ушао у порушени Липљан, у коме је примио Вуканове гласнике преко којих је рашки жупан понудио склапање мира и раније обећане таоце. Вукан је, са својом пратњом, потом дошао у град и закључио, током 1094. године, мировни уговор са царем Алексијем, коме је предао 20 талаца, међу којима су били његови синовци, Урош и Стефан Вукан. Овај уговор је донео мир на тај део српско-византијске границе, јер током наредних десетак година, нема помена о Вукану и српским упадима, у историјским изворима. Истовремено, преговори које је, у два наврата, водио са Алексијем сведоче о Вукановој снази, јер је он први српски владар који равноправно преговара са византијским царем.

### Ширење утицаја на Зету
Краљ Константин Бодин умире 1101. године (можда већ у фебруару/марту 1099. године), а после његове смрти, на власти се учврстио његов полубрат Доброслав II, који је према Летопису, био син краља Михајла Војислављевића, из његовог другог брака са византијском принцезом. Против њега су, из Цариграда, упућени синови и унуци Михајловог брата, Радослава, који су се искрцали у Драчу. Један од њих, Кочапар, је из Драча отишао у Рашку, одакле је са Вуканом упао у Зету. Њихове снаге су у борби потукле Доброслава, који је заробљен и послат у Рашку, а Кочопар је постао нови краљ. Међутим, ни он се није дуго задржао на власти, пошто је Вукан планирао да за краља доведе Владимира, за кога се у Летопису наводи да је био унук краља Михајла и син његовог најстаријег сина Владимира. Кочопар се повукао у Босну и оженио се ћерком босанског бана (у вези дешавања са почетка девете деценије XI века, писац Летописа јасно наводи да је Босном владао кнез), а касније је погинуо у борбама, у Захумљу. Нови краљ је, годину или две дана после Бодинове смрти (1102/1103. или већ 1100/1101), постао његов братанац Владимир, уз подршку рашког жупана Вукана, чијом се ћерком оженио. Он се помирио са својом браћом и донео мир у државу, а његов стриц и некадашњи краљ Доброслав, је из рашке, пребачен у зетску тамницу.

### Нови напад на Византију и крај владавине
Поред ширења свог утицаја у Зети, Вукан је у пролеће 1106. године поново упао у Византију. Он је вероватно покушао да искористи нови нормански поход који се спремао и успео је да у једној бици поново потуче византијску војску предвођену Јованом Комнином. Без обзира на то, рат је окончан у новембру исте године, тако што је Вукан поново предао таоце цару Алексију. После овога, о њему више нема података у изворима, а данашњи историчари сматрају да је умро између 1112. и 1115. године или можда већ 1112. године. Дешавања која су уследила непосредно након његове смрти, нису позната, али је извесно да је међу Вукановићима дошло до борбе око власти у којој је један од поражених био и Завида, који се склонио у Зету, где му се, око 1113. године, родио најмлађи син, Стефан Немања. Питање његовог порекла и данас је отворено, због чега једни сматрају да је био Вуканов син, други да је он био син Вукановог синовца Стефана Вукана, док трећи сматрају да је био син Уроша I.

## Извори и литература
Извори
- Кунчер, Драгана (2009). Gesta Regum Sclavorum. 1. Београд-Никшић: Историјски институт, Манастир Острог.
- Живковић, Тибор (2009). Gesta Regum Sclavorum. 2. Београд-Никшић: Историјски институт, Манастир Острог.
- Mošin, Vladimir, ур. (1950). Ljetopis popa Dukljanina. Zagreb: Matica hrvatska.
- Мијушковић, Славко, ур. (1988) [1967]. Љетопис попа Дукљанина (2. изд.). Београд: Просвета & Српска књижевна задруга.
- Шишић, Фердо, ур. (1928). Летопис попа Дукљанина. Београд-Загреб: Српска краљевска академија.
- Острогорски, Георгије; Баришић, Фрањо, ур. (1966). Византијски извори за историју народа Југославије. 3. Београд: Византолошки институт.
- Острогорски, Георгије; Баришић, Фрањо, ур. (1971). Византијски извори за историју народа Југославије. 4. Београд: Византолошки институт.

Литература
- Благојевић, Милош; Медаковић, Дејан (2000). Историја српске државности. 1. Нови Сад: Огранак САНУ.
- Веселиновић, Андрија; Љушић, Радош (2002). Родослови српских династија. Нови Сад: Платонеум.
- Веселиновић, Андрија; Љушић, Радош (2008). Српске династије (2. изд.). Београд: Службени гласник.
- Живковић, Тибор (2005). „Два питања из времена владавине краља Бодина”. Зборник радова Византолошког института. 42: 45—59.
- Живковић, Тибор (2006). „Дукља између Рашке и Византије у првој половини XII века”. Зборник радова Византолошког института. 43: 451—466.
- Живковић, Тибор (2006). Портрети српских владара (IX-XII век). Београд: Завод за уџбенике и наставна средства.
- Калић, Јованка (1981). „Српски велики жупани у борби с Византијом”. Историја српског народа. књ. 1. Београд: Српска књижевна задруга. стр. 197—211.
- Калић, Јованка (1998). „Европа и Срби у XII веку”. Глас САНУ. 384 (10): 95—108.
- Станојевић, Станоје (1930). „О Немањином оцу” (PDF). Старинар. 5 (1928-1930): 3—6.
- Ћирковић, Сима (1995). Срби у средњем веку. Београд: Идеа.
- Ћирковић, Сима (2004). Срби међу европским народима. Београд: Equilibrium.